# Santuário São José de Ribamar
O Santuário de São José de Ribamar é um templo católico dedicado ao padroeiro do Maranhão.
O Complexo do Santuário é composto por: Igreja Matriz de São José de Ribamar, Centro Pastoral, Salão Paroquial, Casa dos Milagres, Praça São José (caminho de São José), Concha Acústica, Cripta (sob a Concha), Gruta de Nossa Senhora de Lourdes, Monumento a São José e Museu dos ex-votos.

## História
De acordo com a lenda, um navio português vindo de Lisboa com destino a São Luís se desviou do curso e foi parar na atual Baía de São José durante uma tempestade, sendo ameaçado por bancos de areia. A tripulação do teria invocado São José, sendo depois o navio afastado do perigo por uma onda e os tripulantes salvos. 
O capitão do navio teria erguido uma ermida com uma imagem do santo. 
Com o passar do tempo, se desenvolveu uma povoação ao seu redor e aumentou a fama da região devido à lenda.
Quando os primeiros padres chegaram a São José de Ribamar, por volta de 1618, já encontraram imagens da Sagrada Família recebendo homenagem dos indígenas que viviam no local.
A partir de 1757 foram construídas três igrejas em homenagem ao santo e todas desabaram misteriosamente, para os fiéis, pelo fato de terem sido construídas de costas para o mar, contrariando o desejo de São José. 
A igreja atual, construída em 1915 de frente para a orla, permanece de pé e é considerada um símbolo da cidade.
Em 29 de abril de 1942, foi criada a paróquia de São José de Ribamar.
Em 09 de setembro de 2011, foi elevado a Santuário Arquidiocesano São José de Ribamar.

## Monumento

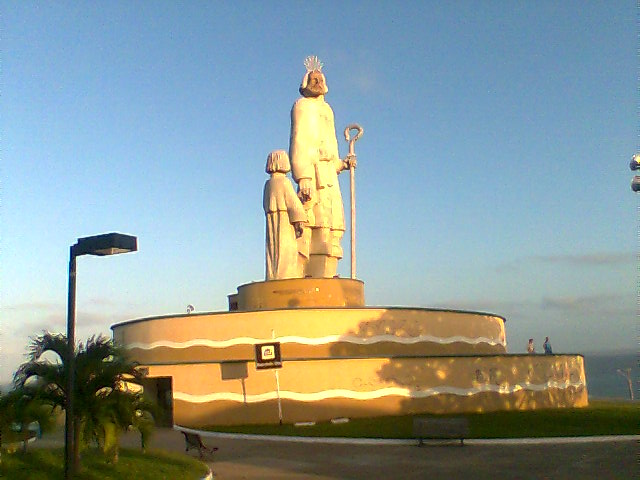
Monumento a São José de Ribamar

Com vista para a Baía de São José, o monumento a São José é um dos maiores do país, com 33 metros de altura, retratando São José segurando firmemente a mão do Menino Jesus, simbolizando o carinho e a preocupação de ensinar os primeiros passos ao menino.
A sua construção foi iniciada em março de 1997, e sua inauguração ocorreu junto a da Concha Acústica de São José de Ribamar (construída em formato de Bíblia aberta), em 04 de agosto de 1998. 
Foi construída pelo artista goiano Sinval Floriano Veloso, utilizando como matéria-prima de tijolo, cimento, pedra brita, concreto e ferro galvanizado, sendo feito em sete etapas para imagem de São José e cinco etapas para o Menino Jesus.  As mãos e as cabeças foram modeladas em argila, revestidas de gesso e sustentadas por fibras de vidro.

## Gruta de Lurdes
Construída em 1957, a gruta é uma réplica da que está na cidade de Lourdes (França), para rememorar uma das mais celebradas aparições mais prestigiadas de Nossa Senhora, abrigando imagens no seu interior e sendo um dos pontos religiosos mais visitados do complexo.

## Caminho de São José de Ribamar

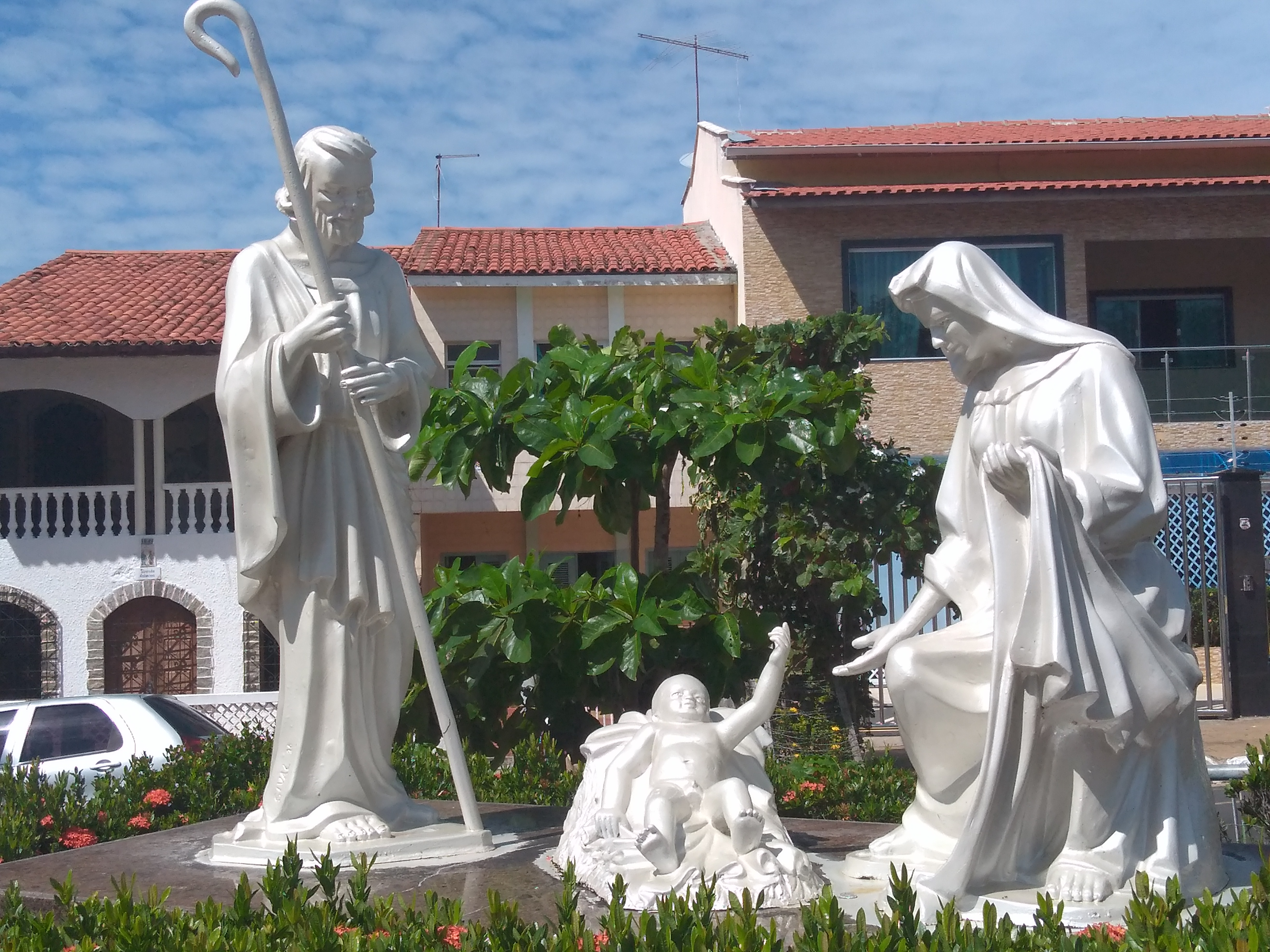
Caminho de São José

O Caminho de São José é um conjunto de imagens composto por oito estações que contam a história da Sagrada Família de Nazaré, destacando a história do pai adotivo de Jesus no cumprimento de sua missão e vocação. 
Dispostas ao longo da Praça São José, localizada em frente à igreja matriz, foram usados, como matéria prima, o pó de mármore, rezina e argila, tendo sido esculpidas em 1996 pelo artista goiano Sival Floriano Veloso e inauguradas em 12 de setembro de 1997. 

## Festejo

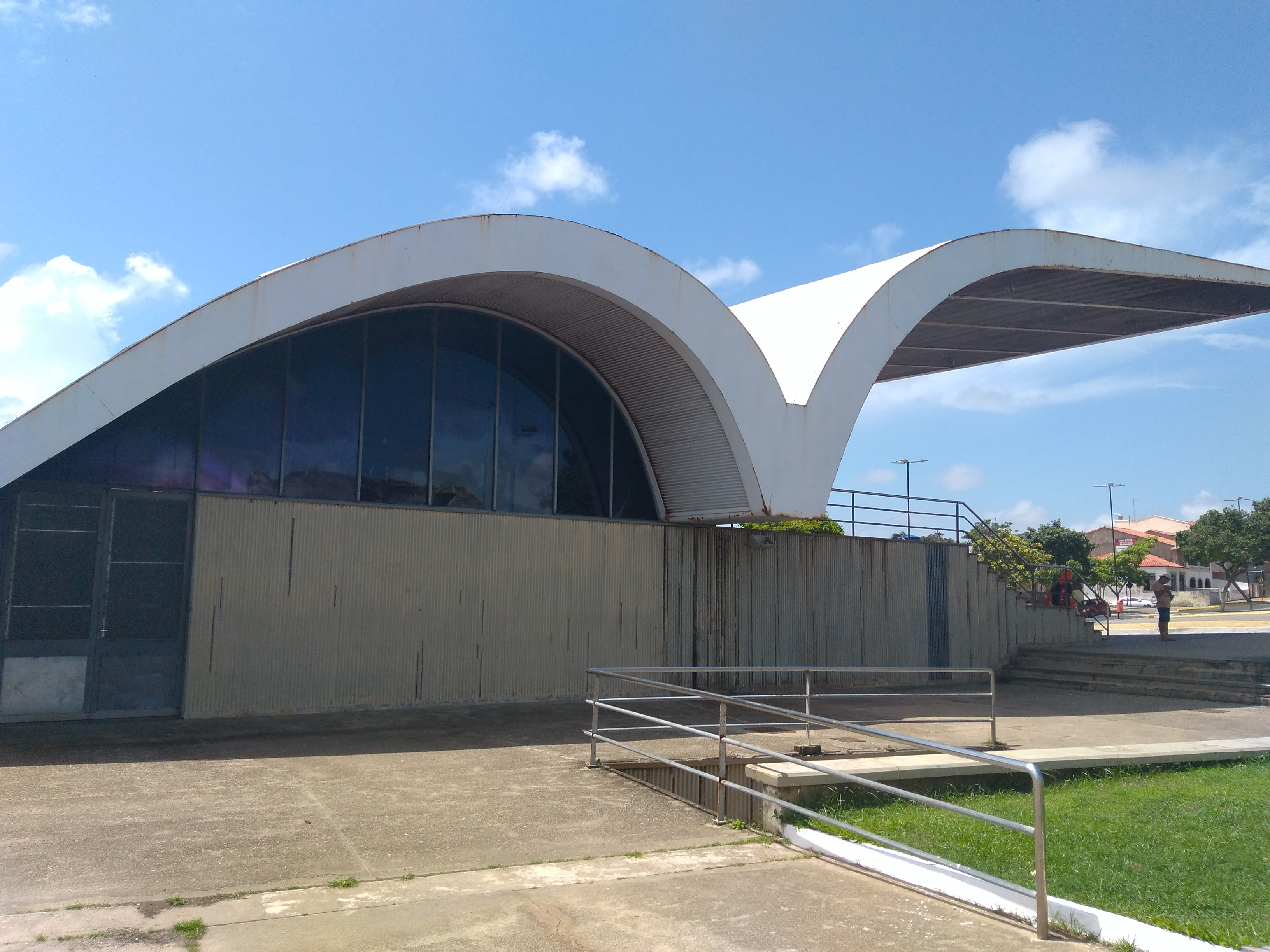
Concha Acústica de São José de Ribamar

Anualmente no mês de setembro, durante o período da lua cheia na cidade de São José de Ribamar, ocorrem os festejos de São José de Ribamar. Durante o período, cerca de 500 mil fiéis visitam a igreja e depositam oferendas ao santo na Casa dos Milagres, em uma das maiores cerimônias religiosas do Maranhão, com a realização de missas, romarias, cerimônias, eventos culturais, batizados e novenas.
A Grande Romaria Caminho de São José, considerada o maior evento religioso da ilha, se inicia na Igreja Nossa Senhora Perpétuo Socorro, no bairro Cohab, percorrendo a Avenida Jerônimo de Albuquerque até o bairro da Forquilha, ingressando na MA 201 (Estrada de Ribamar), e findando na Igreja Matriz de São José de Ribamar. Outras romarias também são realizadas no período da festa, incluindo uma marítima.